# Greatest Hits (álbum de The Band)
Greatest Hits es un álbum recopilatorio del grupo norteamericano de rock The Band, publicado en el año 2000 coincidiendo con la publicación de los cuatro primeros álbumes del grupo remasterizados.

## Lista de canciones
Todos los temas compuestos por Robbie Robertson excepto donde se anota.
1. "The Weight" - 4:35
2. "Tears Of Rage" (Dylan/Manuel) - 5:19
3. "Chest Fever" - 5:13
4. "I Shall Be Released" (Dylan) - 3:12
5. "Up On Cripple Creek" - 4:31
6. "The Night They Drove Old Dixie Down" - 3:32
7. "Rag Mama Rag" - 3:02
8. "King Harvest (Has Surely Come)" - 3:38
9. "The Shape I'm In" - 4:01
10. "Stage Fright - 3:41
11. "Time To Kill" - 3:26
12. "Life Is A Carnival" (Danko/Helm/Robertson) - 3:57
13. "When I Paint My Masterpiece" (Dylan) - 4:18
14. "Ain't Got No Home" (C. Henry) - 3:24
15. "It Makes No Difference" - 6:32
16. "Ophelia" - 3:31
17. "Acadian Driftwood" - 6:41
18. "The Saga of Pepote Rouge" - 4:14

## Personal
- Rick Danko: bajo, violín y voz
- Levon Helm: batería, mandolina, guitarra rítmica, bajo, pandereta y voz
- Garth Hudson: órgano, piano, sintetizadores, acordeón, clavinet e instrumentos de viento
- Richard Manuel: piano, batería, clavinet, órgano, armónica y voz
- Robbie Robertson: guitarras
- John Simon: tuba, saxofón tenor y piano eléctrico
- Allen Toussaint: arreglos de cuerda en "Life Is A Carnival"
- Billy Mundi: batería en "Ain't Got No Home"
- Byron Berline: violín en "It Makes No Difference"